# Maïsansamé
Maïsansamé (auch: Maï Sansamé, Maïssamsamé, Maïssansamé, May Sansamé, Sansamé) ist ein Dorf in der Landgemeinde El Allassane Maïreyrey in Niger.

## Geographie
Das von einem traditionellen Ortsvorsteher (chef traditionnel) geleitete Dorf befindet sich rund 28 Kilometer nördlich des Hauptorts El Allassane Maïreyrey der gleichnamigen Landgemeinde, die zum Departement Mayahi in der Region Maradi gehört. Zu den Siedlungen in der näheren Umgebung von Maïsansamé zählen Guidan Ango im Norden, Sarkin Aréwa im Nordosten, Guidan Gagéré im Südosten und Makesso im Südwesten.
Es herrscht das Klima der Sahelzone vor, mit einer durchschnittlichen jährlichen Niederschlagsmenge zwischen 300 und 400 mm.

## Bevölkerung
Bei der Volkszählung 2012 hatte Maïsansamé 2462 Einwohner, die in 372 Haushalten lebten. Bei der Volkszählung 2001 betrug die Einwohnerzahl 1704 in 206 Haushalten und bei der Volkszählung 1988 belief sich die Einwohnerzahl auf 1521 in 212 Haushalten.
Die Bevölkerungsdichte in diesem Gebiet ist mit 10 bis 20 Einwohnern je Quadratkilometer relativ gering.

## Wirtschaft und Infrastruktur
Maïsansamé liegt in einem Gebiet des Übergangs zwischen der Naturweidewirtschaft des Nordens und des Ackerbaus des Südens, was zu Landnutzungskonflikten führt. Im Dorf ist ein Gesundheitszentrum des Typs Centre de Santé Intégré (CSI) vorhanden. Es gibt eine Schule. Der Staat unterhält eine kleine Solaranlage.